# Cañal Bajo Carlos - Hott Siebert Airport
Cañal Bajo Carlos - Hott Siebert Airport är en flygplats i Chile.   Den ligger i provinsen Provincia de Osorno och regionen Región de Los Lagos, i den södra delen av landet, 800 km söder om huvudstaden Santiago de Chile. Cañal Bajo Carlos - Hott Siebert Airport ligger 60 meter över havet.
Terrängen runt Cañal Bajo Carlos - Hott Siebert Airport är platt. Runt Cañal Bajo Carlos - Hott Siebert Airport är det ganska tätbefolkat, med 160 invånare per kvadratkilometer.. Närmaste större samhälle är Osorno, 7,4 km nordväst om Cañal Bajo Carlos - Hott Siebert Airport. 
Trakten runt Cañal Bajo Carlos - Hott Siebert Airport består till största delen av jordbruksmark.